# T.Raumschmiere

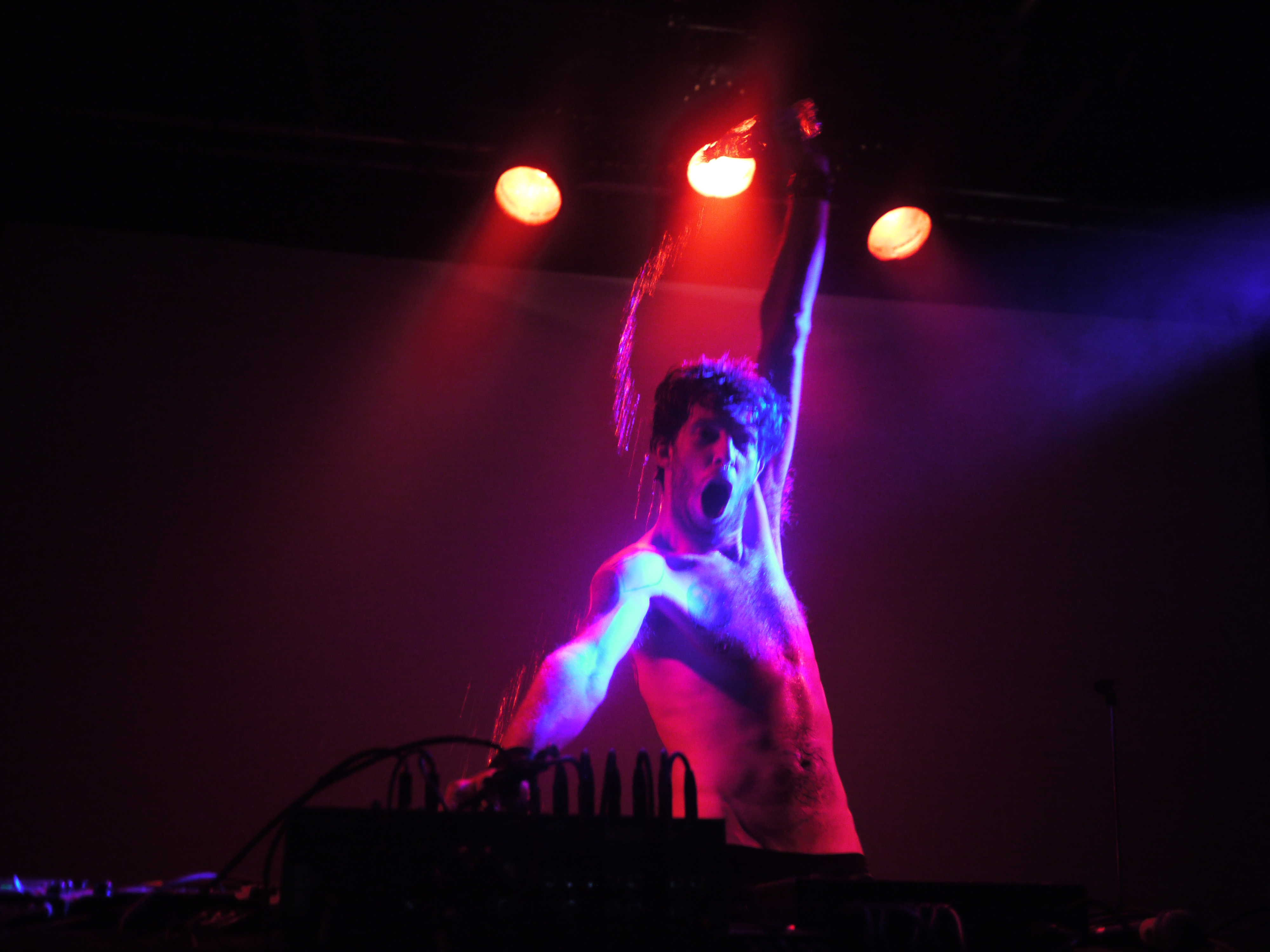
T.Raumschmiere live in London (2011)

T.Raumschmiere ist ein Electropunk-Projekt von Marco Haas (* 1975), dem Gründer des Shitkatapult-Labels. In dem Projekt werden Punk- und Noisesounds mit einem häufig auch tanzbaren Electro verbunden. Die Veröffentlichungen des Projekts sind in der Regel keine charttauglichen kommerziellen Erfolge, haben jedoch im Bereich der alternativen elektronischen Musik einen großen Einfluss. So wurde T.Raumschmiere auch weit über die Genregrenzen hinaus rezipiert, etwa vom Goethe-Institut und der New York Times.

## Geschichte
Vor der Gründung von T.Raumschmiere und Shitkatapult hatte Marco Haas bereits in der Hardcore-Punk-Band Zorn Schlagzeug gespielt, zu stärker elektronischen Veröffentlichungen kam es jedoch erst in den späten 1990er Jahren. 1997 nannte sich Haas nach der Kurzgeschichte Die Traumschmiere (The Dream Cops) von William S. Burroughs: „Die hatte ich zufällig gerade gelesen, als ich auf der Suche nach einem Projektnamen war. Also hab ich den Punkt zwischen T und R gesetzt, damit das aussieht wie ein Name.“
Die ersten Veröffentlichungen erschienen 1997 auf den Cozmick Suckerz-Compilations und der Stormbow EP, die zugleich die ersten Veröffentlichungen des Shitkatapult-Labels waren. Stormbow selbst war noch ein rockorientiertes Bandprojekt, während die Compilationbeiträge elektronische Musik sind. 1999 folgte mit Stromschleifen die erste EP auf Shitkatapult. In den folgenden Jahren hat T.Raumschmiere jedes Jahr mindestens zwei EPs oder Alben veröffentlicht, die zum Teil auch auf Hefty Records, Sender, Kompakt und Angorasteel veröffentlicht wurden.
2002 erschien mit The Great Rock ’n’ Roll Swindle eine Zusammenfassung bereits veröffentlichter Singles. Das Album erhielt gute Kritiken, so erklärte etwa der Kritiker von laut.de: „So muss es sein. Anarchie aus Friedrichshain mit dem gewissen Wumms. Bitte in Deckung!“ Im folgenden Jahr erschien mit Radio Blackout ein neues Album bei novamute. 2003 war T.Raumschmiere zu Gast bei den Peel Sessions.

## Stil
Einige Stücke bei T.Raumschmiere sind instrumental gehalten, während bei anderen der Gesang eine zentrale Rolle spielt. Dabei sind die Songtexte in der Regel auf Englisch, auch wenn viele Songs deutsche Namen tragen. Bei der Namensgebung fällt zum einen der häufige Bezug zu Industriebegriffen auf, wie etwa „Stromschleifen“, „Nietenbolzen“ oder „Querstromzerspaner“, zum anderen eine ironische Komponente bei der Namenswahl (etwa „Neulich beim Bestattungsdiscount“, „Wir Kinder vom Bahnhof Strom“ oder „Patridiot“).
Für die Musik von T.Raumschmieres lässt sich der Begriff des Electropunk zwar recht problemlos anwenden, ist jedoch selbst eher eine unscharfe Sammelbezeichnung für Musiker, die Punkattitüde mit elektronischen Sounds kombinieren. Eine ARTE-Dokumentation aus dem Jahre 2003 stellte T.Raumschmiere als Hauptvertreter des „Dreckelektro“ dar, eine Stilbezeichnung, die sich allerdings nicht durchgesetzt hat. Auch der Modebegriff „Electroclash“ lässt sich nur schwer anwenden, obwohl T.Raumschmiere gelegentlich mit typischen Vertretern dieses Stils wie Miss Kittin zusammenarbeitet. Generell ist seine Musik jedoch aggressiver und unprätentiöser als die von Electroclash-Künstlern wie etwa Fischerspooner. Haas erklärte auf die Frage nach seinem Musikstil in der Zeitschrift de:Bug: „[Ich habe] Novamute auch von Anfang an gesagt, dass ich kein Techno-Album machen werde, weil ich auch kein Techno-Artist sein will und ich auch nicht in diese Ecke gedrängt werden will. [...] Ich weiß nicht genau. Ich kann das immer so schlecht in Schubladen oder Kategorien einstufen.“

## Diskografie

### Alben
- 2002: The Great Rock ’n’ Roll Swindle (Shitkatapult)
- 2002: Anti (Hefty Records)
- 2003: Radio Blackout (novamute)
- 2005: Blitzkrieg Pop (novamute)
- 2006: Random Noize Sessions V... (Shitkatapult)
- 2008: I Tank U (Shitkatapult / Alive)
- 2015: T.Raumschmiere (Albumlabel)
- 2017: Heimat (Kompakt)

### EPs
- 1997: Stormbow EP (Shitkatapult)
- 1999: Stromschleifen (Shitkatapult)
- 2000: Himmel über Berlin (Sender)
- 2000: Bolzplatz (Kompakt)
- 2001: Zartbitter (Shitkatapult)
- 2001: Musick (Kompakt)
- 2002: The Great Rock ’n’ Roll Swindle (Shitkatapult)
- 2003: Monstertruckdriver (Novamute)
- 2003: Rabaukendisko (Novamute)
- 2004: A Million Brothers (Novamute)
- 2005: Sick Like Me (Novamute)
- 2005: Blitzkrieg Pop (Novamute)
- 2005: A Very Loud Lullaby (Novamute)
- 2006: Die alte Leier (Shitkatapult)
- 2007: Crack Whore Society (angorasteel)

### Videos
- 2003: T.Raumschmiere - Monstertruckdriver (novamute)
- 2005: Sandra Nasić vs. T.Raumschmiere - A Very Loud Lullaby (novamute)